# Gen Rosso-diszkográfia
A Gen Rosso együttes diszkográfiája 1968-tól napjainkig.

## Stúdióalbumok
A Gen Rosso kiadványai közül sokat rögzítettek az olaszon kívül más nyelvű szöveggel is.

### Olasz kiadások
- Flash sul Gen Rosso (1968)
- Venite alla festa (1973)
- Senza frontiere (1975)
- La vita di ogni cosa (1979)
- Someone lets the sun rise (1982)
- Se siamo uniti (1987)
- Inspiration (1989)
- 1 (1992)
- Kids – gyerekeknek (1994)
- Chorus – zenei alapok (1994)
- Genrosso (1995)
- Work in progress (1998)
- Streetlight (2000)
- Voglio svegliare l'aurora (2003)
- Zenit (2005)
- Indelible (2012)
- Campus (2015)
- The Reason (2023)

### Nemzetközi kiadások
- Die Erde ohne Grenzen (Németország, 1975)
- La vie de toute chose (Franciaország, 1976)
- Das Leben aller Dinge (Németország, 1977)
- Image of a new world (?, 1979)
- Matin d'un monde nouveau (Franciaország, 1982)
- Inspiration (Németország, 1990)
- Inspiration (Mexikó, 1991)
- 1 (Franciaország, 1992)
- 1 (Spanyolország, 1992)
- Living (USA, 2001)
- Streetlight (Brazília, 2001)
- Streetlight (Spanyolország, 2001)

## Koncertalbumok
- Gen Rosso in tournée (1969)
- Gen Rosso in tournée (Németország, 1969)
- Life in Europe (Németország, 1973)
- Una storia che cambia (1984)
- Wandel einer Geschichte (Németország, 1984)
- In concerto per la pace (1988)
- World tour (1993)
- Life tour (2019)

## Válogatásalbumok
- Ho tanta gioia (1978)
- Maria (1978)
- 20 anni Gen Rosso (1986)
- Rückblick (Németország, 1987)
- Free (Olaszország, 1987)
- Rückblick – újrakiadás (Németország, 2005)

## Középlemezek
- Streetlight (Németország, 2002)

## Kislemezek
- Gen gen gen (1967)
- Jim il cow boy (1967)
- Zacheo (1967)
- Ho sete (1968)
- Talita kum (1970)
- Streetlight (2000)

## Misék
- Noi veniamo a Te (1972)
- Gen Rosso Messe (Németország, 1972)
- Dove tu sei (1982)
- In deiner Liebe (Németország, 1984)
- Come fuoco vivo – a Gen Verde együttessel (1998)
- Messe – újrakiadás (Németország, 2005)
- Voce del mio canto (2016)

## Videók
- Gen Rosso in concert (1969)
- Tour in Inghilterra (1979)
- Una storia che cambia (1984)
- In concerto per la pace (1987)
- Un concerto D.O.C. (1993)
- Musicbox (1994)
- On videotape (1996)
- Gen Rosso in concert (1997)
- The making of Streetlight (2000)
- Zenit world tour (2010)

## Közreműködések
- Gen Fest 85 (1985 – Il destino del cosmo)
- Gen Fest 90 (1990 – Koreográfia kísérőzene, Segni nuovi, Collage canti)
- Come fuoco vivo – a Gen Verde együttessel (1998)
- Maria, trasparenza di Dio (2003)
- Just family (2005)
- 10 con Lode – Lode Ciprì dalai (2010)